# Synagoge (Straubing)

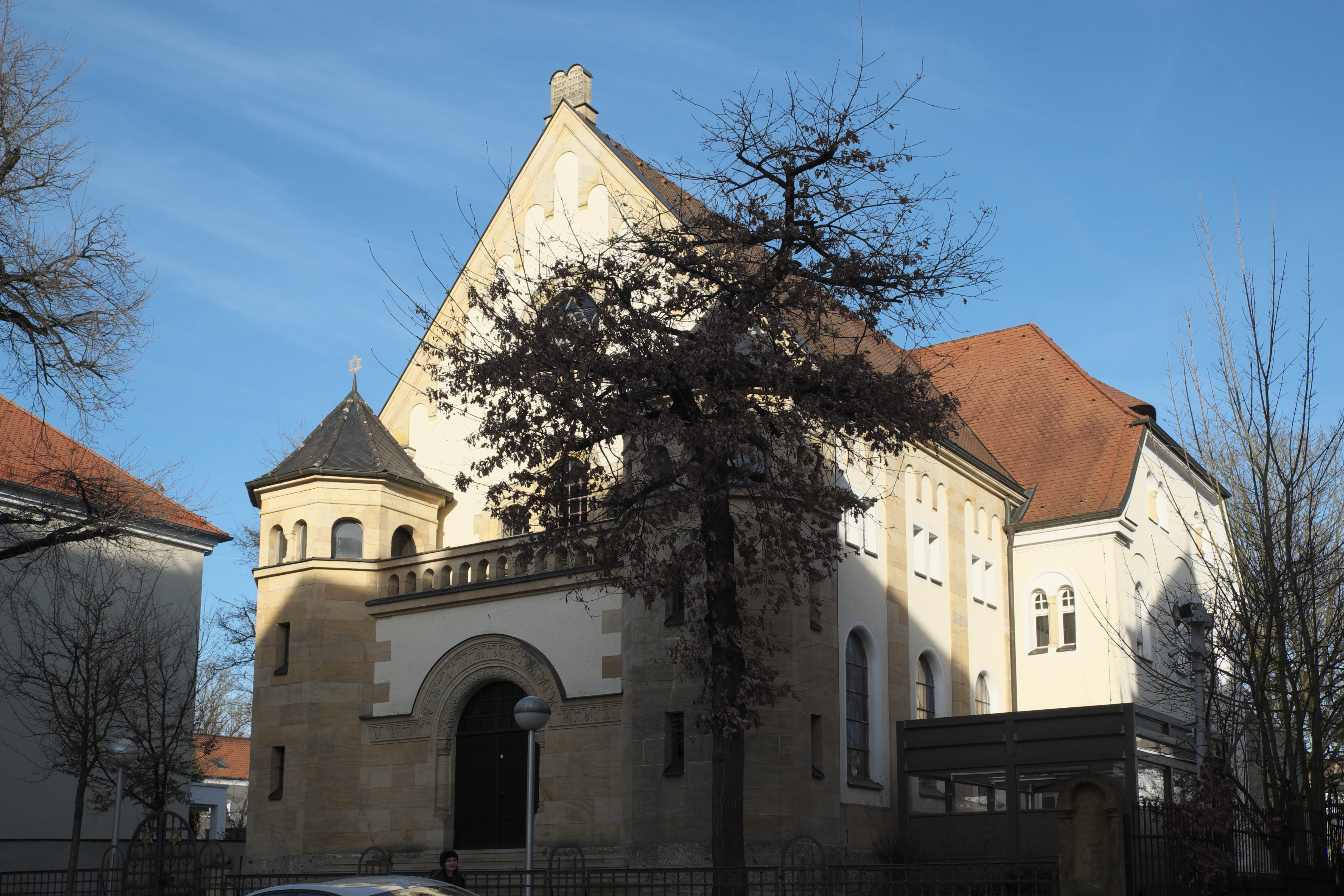
Synagoge in Straubing

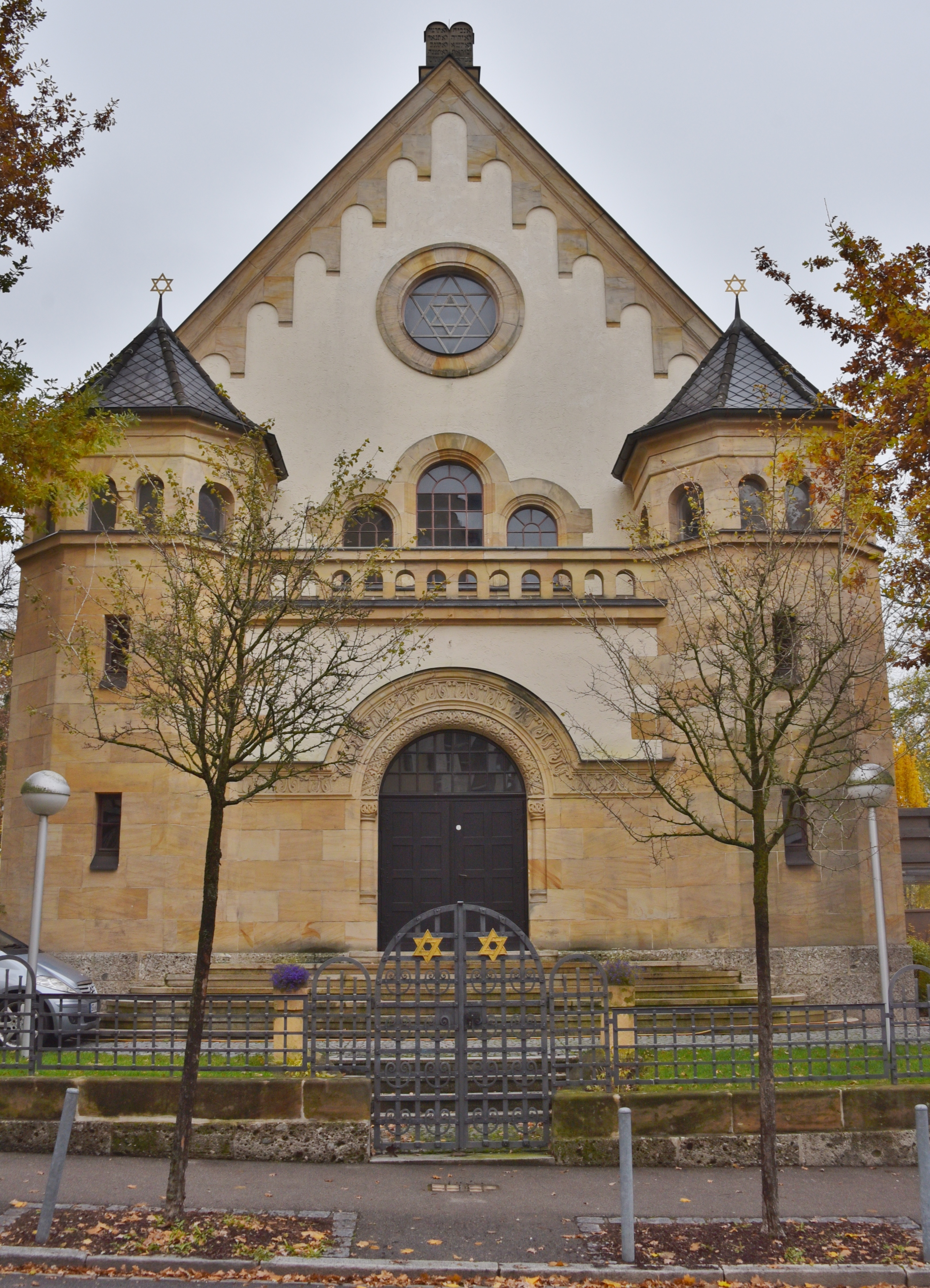
Portalfassade mit den davor verlegten Stolpersteinen

Die Synagoge in Straubing, einer kreisfreien Stadt im Regierungsbezirk Niederbayern, wurde 1907 errichtet. Die Synagoge an der Wittelsbacherstraße 11 ist ein geschütztes Baudenkmal.

## Geschichte
Bis 1442 waren in Straubing Juden ansässig. Nach deren Vertreibung begann sich Mitte des 19. Jh. eine kleine jüdische Gemeinde anzusiedeln. 1897 wurde die Jüdische Gemeinde Straubing gegründet, die zunächst einen Betsaal einrichtete. Alsbald begann die Gemeinde mit dem Bau einer Synagoge, die 1907 nach fünfmonatiger Bauzeit durch den Distriktsrabbiner Dr. Seligmann Meyer geweiht wurde. Die vom  Architekten Hans Dendl entworfene Synagoge wies 100 Sitzplätze für Herren und auf einer Empore 60 für Damen auf.
Beim Novemberpogrom 1938 wurde die Inneneinrichtung der Synagoge völlig verwüstet, das Gebäude selbst blieb erhalten.
Nach Ende des Zweiten Weltkriegs wurde bei der Polizei eine Kiste mit Torarollen, Kerzenleuchter und Kultgegenständen abgegeben. Es ist nicht bekannt, welcher der SS-Leute die Gegenstände heimlich in Sicherheit brachte.

## Beschreibung
Die Synagoge wurde nach Plänen des Architekten Franz Dendl errichtet. Der neuromanische Saalbau mit Steildach besitzt straßenseitig zwei polygonale Flankentürme mit Zeltdächern.
Das östlich sich anschließende Gemeindehaus ist ein quergelagerter zweigeschossiger Halbwalmdachbau im neuromanischen Stil.